# Zofia Tomrle
Zofia Maria Tomrle (ur. 7 września 1902 w Milówce, zm. 5 stycznia 1985 w Węgrowie) – polska etnografka amatorka, działaczka społeczna, liderka spółdzielczości.

## Życiorys
Była córką Jakuba, urzędnika państwowego narodowości czeskiej, i Marii ze Zbrożków. Nazwisko Tomrle jest pochodzenia skandynawskiego.
Do 1914 Zofia Tomrle wychowywała się w Brzeżanach, skąd pochodziła jej matka. W 1909 zaczęła naukę w II klasie Państwowej Żeńskiej Szkoły Powszechnej w Brzeżanach. Uczyła się gry na fortepianie, rysunku i robótek ręcznych, chodziła na zajęcia tańca organizowane przez Towarzystwo Gimnastyczne „Sokół”. W latach 1915–1917 uczęszczała do seminarium nauczycielskiego w klasztorze św. Hildegardy w Białej. W 1917 przeniosła się do prywatnego Żeńskiego Seminarium Nauczycielskiego im. S. Münnichowej w Krakowie. Po śmierci ojca (1918), która przerwała naukę, zaczęła pracę zawodową w Krakowie, a potem w bankach w Radomsku, Częstochowie, wreszcie w Warszawie, by utrzymać siebie i matkę. W Krakowie była zatrudniona w Państwowym Urzędzie Pracy i Opieki nad Wychodźcami. Wolontariacko pracowała w Towarzystwie Przyjaciół Żołnierza, następnie w Narodowej Organizacji Kobiet i sekcji żeńskiej Towarzystwa Gimnastycznego „Sokół”. W Iatach 1918–1920 służyła w Ochotniczej Służbie Sanitarnej Wojska Polskiego, potem w Legii Ochotniczej Kobiet.
W 1924 w Rudzie Czechowskiej brała udział w kursie dla instruktorek wiejskich. Odtąd zainteresowała się działalnością społeczną i spółdzielczością. Poznała tam Annę Roguską (1899–1978) z wielodzietnej szlacheckiej rodziny z Węgrowa, instruktorkę Kół Gospodyń Wiejskich na Grodzieńszczyźnie, działaczkę społeczną i bojowniczkę o równouprawnienie kobiet.
Po skończeniu szkoły instruktorskiej w 1925 Zofia Tomrle została instruktorką powiatową w Żołudku. Koło Ziemianek w Lidzie zatrudniło ją jako instruktorkę Koła Gospodyń Wiejskich. Potem pracowała w takim charakterze w Sokółce (1926–1930). Zajmowała się działem przemysłu ludowego i działem opieki nad matką i dzieckiem. Współpracowała z kółkami rolniczymi i miejscowymi organizacjami. Dla kobiet wiejskich organizowała kursy kroju i szycia, gospodarstwa domowego, sanitarne, higieny, opieki nad niemowlęciem, farbiarskie. Organizowała konkursy ogrodnicze, „choinki” i paczki dla najuboższych dzieci. Współpracowała z Józefem Jodkowskim. W 1929 zorganizowała wystawę rękodzieła ludowego w Sokółce, za co dostała dyplom Towarzystwa Popierania Przemysłu Ludowego w Warszawie. W 1930 podczas Targów Wileńskiche nawiązała współpracę z Muzeum Etnograficznym w Wilnie. Włączyła się w tworzenie Bazaru Przemysłu Ludowego w Białymstoku. Jako jego przedstawicielka skupowała na potrzeby wojska płótno samodziałowe. W latach 1930–1933 pracowała w Grodnie, gdzie mieszkała z matką i A. Roguską. Była instruktorką Koła Gospodyń Wiejskich.
Od 1934 przeprowadziła się do Warszawy i zaczęła pracę w Towarzystwie Krzewienia Kultury Fizycznej. Była intendentką i kierowniczką. W latach 1936–1937 ponownie pracowała w Białymstoku w Izbie Rolniczej jako inspektorka ds. Koła Gospodyń Wiejskich. Gdy wróciła do stolicy z powodu choroby płuc, w latach 1937–1942 pracowała w administracji Szpitala Ubezpieczalni Społecznych na Solcu.
W czasie okupacji niemieckiej mieszkała w Warszawie. W 1942 uzyskała orzeczenie o niepełnosprawności. Z pracy chałupniczej utrzymywała siebie, matkę i Roguską, która w czasie wojny straciła nogę. W powstaniu warszawskim Zofia Tomrle straciła mieszkanie i dobytek, w tym zbiory i zapiski z badań terenowych na Sokólszczyźnie. Po powstaniu zamieszkała z matką i Roguską we wsi Brodowo k. Radomska.
W kwietniu 1945 wróciła do Warszawy, ale szybko wraz z matką wyjechała do Węgrowa, do Roguskiej. Korzystając z przedwojennego doświadczenia, po znalezieniu na targu lokalnych wyrobów tkackich, Tomrle stworzyła plan chałupniczej produkcji tkanin. W 1946 Tomrle wraz z matką i Roguską zorganizowały Podlaską Spółdzielnię Pracy, Sztuki i Przemysłu Ludowego. Zofia Tomrle postarała się, by w 1946 wyroby z okolic Węgrowa zaprezentowano, CPLiA w Warszawie, na kiermaszu w Sztokholmie.
Do listopada 1959 Zofia Tomrle była prezeską spółdzielni w Węgrowie (z przerwą w latach 1953–1955). Był to pierwszy i przez wiele lat największy zakład produkcyjny na terenie powiatu węgrowskiego. W ramach spółdzielni zbierano dokumentację wytwórców sztuki ludowej, kompletowano wzory tkactwa ludowego, zbierano teksty pieśni, przysłów i baśni, tworzono zespoły regionalne, dokumentowano strój ludowy i wesele podlaskie, organizowano wystawy. W 1950 Zofia Tomrle zorganizowała wystawę sztuki ludowej w Węgrowie, wprowadziła też badania terenowe i organizowanie wystaw sztuki ludowej we wsiach regionu, gdzie tworzono nowe zespoły chałupnicze. Zofia Tomrle odkryła talent Dominiki Bujnowskiej. Spółdzielnia utrwaliła tradycję wycinanki z opłatka i wypieku kóz prostyńskich. W 1952 pod kierunkiem Romana Reinfussa Tomrle zorganizowała konkurs na najlepsze wzory Podlasia. Zainspirowana przez Jana Gajka, z którym korespondowała od 1946, poświęciła się opracowaniu wzornictwa tkackiego z powiatu węgrowskiego. Przy Spółdzielni powołała Koło Ludoznawcze, które było oddziałem Polskiego Towarzystwa Ludoznawczego.
Zofia Tomrle przyczyniła się do powołania spółdzielni mieszkaniowej „Podlasianka”. W jej blokach zamieszkali pracownicy węgrowskiej Cepelii. 
W 1959 jako bezpartyjna została odwołana przez Radę Nadzorczą Spółdzielni. Przeniesiono ją na niższe stanowisko, a w 1960 zwolniono z powodu długotrwałego zwolnienia lekarskiego. Wycofała się z życia społecznego, poświęciła się pisaniu wspomnień i krótkich opowiadań. Była członkinią Polskiego Towarzystwa Ludoznawczego i Polskiego Towarzystwa Antropologicznego.
Zmarła na raka piersi. Została pochowana na cmentarzu w Węgrowie we wspólnym grobie z matką i Anną Roguską. W 2018 nagrobek został odnowiony.

## Odznaczenia
- Odznaka „Zasłużony Działacz Ruchu Spółdzielczego” (1958)[2]
- Odznaka „Zasłużony dla Cepelii” (1983)
- Honorowa Odznaka Ligi Kobiet (1984)
- dyplom uznania „Za zasługi w upowszechnianiu kultury” (1984)
- dyplom uznania z okazji 40-lecia PRL (1984)
- wpis do Złotej Księgi Zasłużonych dla miasta Węgrowa (1984)[1]